# De Schakel (Veghel)

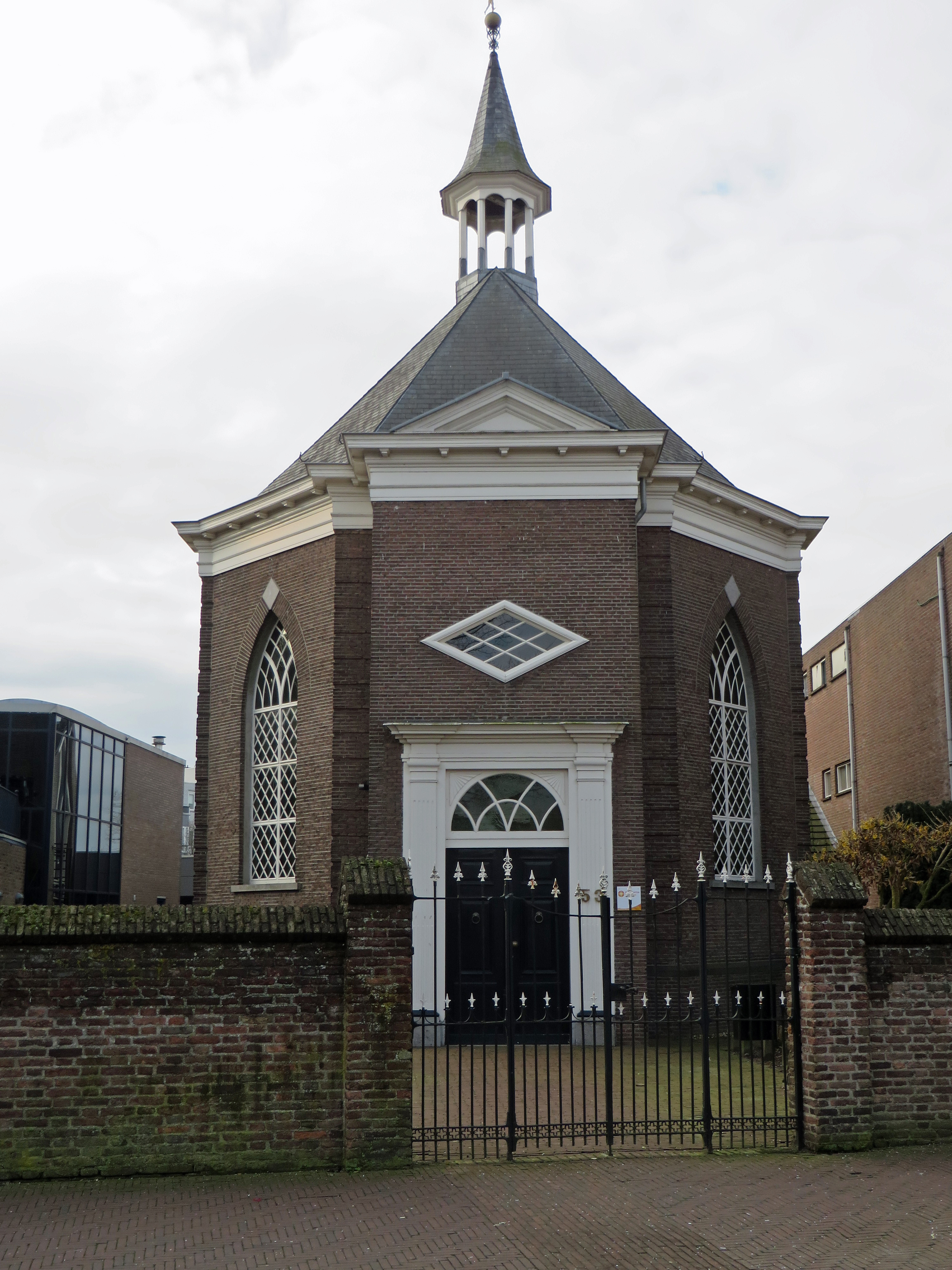
DeSchakel

De Schakel is een voormalige protestantse kerk in de tot de Noord-Brabantse gemeente Meierijstad behorende plaats Veghel. Het kerkgebouw is gelegen aan de Hoofdstraat 53.

## Geschiedenis
Het protestantisme in Veghel begon in 1648 toen de oude Sint-Lambertuskerk werd genaast van de katholieken. Degenen "die de ware religie zijn toegedaan" bestonden slechts uit 1 Veghelnaar en 6 Udenaren. Zij hadden, te midden van de overwegend katholieke bevolking, onder meer het hoofd te bieden aan "paepistische stoutigheden en insolentiën". 
In de 18e eeuw groeide het aantal protestanten naar ongeveer 30. De godsdienstvrijheid die de Franse tijd bracht leidde ertoe dat de katholieken hun kerk weer terug eisten. Dit geschiedde – na de nodige strubbelingen – in 1820. Ondertussen werd een zogeheten Lodewijkskerkje gebouwd en door de protestanten in gebruik genomen.
Terugloop van het aantal leden leidde tot het afstoten van het kerkje. In 2021 werd daar de laatste dienst gehouden. In 2022 kreeg het kerkje een nieuwe eigenaar, een vastgoedinvesteerder. De gemeente Uden-Veghel hield sindsdien haar diensten in de Protestantse kerk te Uden.

## Gebouw
Het betreft een bakstenen kerkje, ontworpen door J. Schoonwater op de plattegrond van een uitgerekte achthoek zoals vele hervormde kerkjes uit die tijd. Het kerkje heeft stijlelementen uit het neoclassicisme en de neogotiek. Op het dak bevindt zich een klokkentorentje.
De kerk staat aan de achterzijde in verbinding met het gemeenschapshuis De Schakel.
In de kerk bevond zich een 18e-eeuwse preekstoel.
De kerk is geklasseerd als Rijksmonument.